# Şahin
Şahin (ʃahin, türkisch für Bussard), transliteriert auch Sahin, ist ein türkischer männlicher Vorname und häufiger Familienname persischer Herkunft. Eine seltenere türkische Variante des Namens ist Şahan.

## Namensträger

### Vorname
- Çağlar Şahin Akbaba (* 1995), türkischer Fußballspieler
- Şahin Albayrak (* 1958), türkisch-deutscher Informatiker und Hochschullehrer
- Şahin Alpay (* 1944), türkischer Schriftsteller und Kolumnist
- Şahin Aygüneş (* 1990), deutsch-türkischer Fußballspieler
- Şahin Diniyev (* 1966), aserbaidschanischer Fußballspieler und -trainer
- Şahin İmranov (* 1980), aserbaidschanischer Boxer
- Şahin Irmak (* 1981), türkischer Schauspieler

### Familienname Şahin
- Ahmet Şahin (Fußballspieler, 1941) (1941–1994), türkischer Fußballspieler
- Ahmet Şahin (Fußballspieler, 1978) (* 1978), türkischer Fußballspieler
- Ali Şahin (* 1944), türkischer Ringer
- Anıl Şahin (* 1993), türkischer Fußballspieler
- Arif Şahin (* 1985), türkischer Fußballspieler
- Arzu Şahin (* 1978), türkische Sängerin kurdischer Herkunft
- Ayşegül Akdemir Şahin (* 1979), türkische Schauspielerin
- Bahar Şahin (* 1997), türkische Schauspielerin
- Berkay Şahin (* 1981), türkischer Popmusiker, siehe Berkay (Sänger)
- Burak Şahin (* 1996), türkischer Fußballspieler
- Caner Şahin (* 1992), türkischer Schauspieler
- Cenk Şahin (* 1994), türkischer Fußballspieler
- Defne Şahin (* 1984), deutsch-türkische Jazzmusikerin
- Ebru Şahin (* 1994), türkische Schauspielerin
- Emre Şahin (* 1992), türkisch-belgischer Fußballspieler
- Ercüment Şahin (* 1968), schweizerisch-türkischer Fußballspieler und -trainer
- Ergül Miray Şahin (* 1989), türkische Schauspielerin
- Fatma Şahin (* 1966), türkische Chemieingenieurin und Politikerin
- Hale Uşak-Şahin (* 1978), österreichische Psychologin
- İbrahim Şahin (* 1984), türkischer Fußballspieler
- İdris Naim Şahin (* 1956), türkischer Politiker
- İlhan Şahin (* 1980), türkischer Fußballspieler
- İsmail Şahin (* 1975), deutscher Schauspieler
- Kemal Şahin (* 1955), deutscher Unternehmer
- Kenan Şahin (* 1984), türkischer Fußballspieler
- Levent Şahin (* 1973), türkischer Fußballspieler und -trainer
- Mahir Sahin (* 1979), türkischer Fußballspieler und -trainer
- Mehmet Ali Şahin (* 1950), türkischer Jurist und Politiker
- Melike Şahin (* 1989), türkische Musikerin
- Murat Şahin (* 1976), türkischer Fußballtorhüter
- Necati Şahin (* 1955), deutscher Schauspieler und Theaterleiter
- Nihat Şahin (* 1989), türkischer Fußballspieler
- Nihayet Şahin (* 1998), türkische Schauspielerin
- Nuran Şahin (* 1948), türkische Klassische Archäologin
- Nuray Şahin (* 1974), deutsch-türkisch-kurdische Filmregisseurin
- Nuri Şahin (* 1988), türkisch-deutscher Fußballspieler und -trainer
- Nuri Şahin (Volleyballspieler) (* 1980), türkischer Volleyball- und Beachvolleyballspieler
- Ömer Şahin (* 1995), türkischer Leichtathlet
- Osman Şahin (* 1998), türkischer Fußballspieler
- Pelinsu Şahin (* 2003), türkische Mittel- und Langstreckenläuferin
- Ramazan Şahin (* 1983), türkischer Ringer
- Reyhan Şahin (Lady Bitch Ray; * 1980), deutsche Rapperin
- Rızvan Şahin (* 1981), türkischer Fußballspieler
- Samuel Şahin-Radlinger (* 1992), österreichischer Fußballtorhüter
- Sedef Şahin (* 1992), türkische Schauspielerin
- Selçuk Şahin (Fußballspieler, 1981) (* 1981), türkischer Fußballspieler
- Selçuk Şahin (Fußballspieler, 1983) (* 1983), türkischer Fußballspieler
- Semih Şahin (* 1999), deutsch-türkischer Fußballspieler
- Sencer Şahin (1939–2014), türkischer Altphilologe und Epigraphiker
- Serkan Şahin (* 1988), schweizerisch-türkischer Fußballspieler
- Sıla Şahin-Radlinger (* 1985), deutsch-türkische Schauspielerin
- Soner Şahin (* 1981), türkischer Fußballspieler
- Taha Şahin (* 2000), türkischer Fußballspieler
- Timuçin Şahin (* 1973), türkischer Jazzgitarrist und Komponist
- Tolga Şahin (* 1997), türkischer Fußballspieler
- Turgut Şahin (* 1988), türkischer Fußballspieler
- Uğur Şahin (* 1965), deutscher Mediziner (Immunologe, Onkologe) und Unternehmer

### Familienname Sahin
- Angelo Sahin, Spezialeffektkünstler
- Cemile Sahin (* 1990), deutsche Schriftstellerin und Künstlerin
- Engin Sahin (* 1978), deutsch-türkischer Schauspieler
- Freddy Sahin-Scholl (* 1953), deutscher Sänger und Komponist
- Julia Sahin (* 1974), deutsche Boxerin
- Léo Sahin (* 2005), französisch-türkischer Fußballspieler
- Mahir Sahin (* 1979), türkischer Fußballspieler
- Oray Sahin (* 1986), österreichischer Handballspieler
- Seren Sahin (* 1989), deutscher Schauspieler türkischer Abstammung
- Tolgahan Sahin (* 2004), österreichischer Fußballspieler
- Varol Sahin (* 1985), deutscher Schauspieler

## Sonstiges
- Sahin, Dorf im Süden der ukrainischen Oblast Tschernihiw
- Sahin-II, Mittelstreckenrakete aus pakistanischer Produktion
- Tofaş Şahin, türkischer Name eines Automodells von Fiat